# Les Enfants sauvages
Les Enfants sauvages est un ouvrage de Lucien Malson paru en 1964. Il décrit plusieurs cas d'enfants sauvages avec une approche philosophique.
Un texte célèbre précède l'analyse de Malson : celui de Jean Itard sur le « Sauvage de l'Aveyron » au XIXe siècle. Jean Itard note les progrès quotidiens de son élève, un enfant sauvage trouvé dans un bois de l'Aveyron, qu'il appelle Victor.
Cette œuvre a donné lieu à un film du réalisateur François Truffaut intitulé L'Enfant sauvage.
Serge Aroles, un chirurgien qui a mené des investigations dans les archives (L'Énigme des enfants-loups, 2007) reproche à Lucien Malson de n'avoir mené aucune investigation dans ces mêmes archives[réf. nécessaire]. En utilisant uniquement des livres, c'est-à-dire des sources imprimées de seconde main, Malson aurait validé selon Aroles des cas d'enfants sauvages qui se révèlent désormais être des escroqueries, voire de graves maltraitances relevant de la justice : ainsi, il semble que les archives relatives à la célèbre enfant-loup Kamala (Inde, 1920), cas que Lucien Malson évoque dans son livre, certifient qu'il s'agissait d'une fillette déficiente mentale qu'un escroc, Singh, frappait à coups de bâton afin qu'elle marche à quatre pattes devant les visiteurs, jouant ainsi le rôle d'« enfant-loup »,.